# گیبون (واشینگتن)
گیبون (به انگلیسی: Gibbon) یک منطقهٔ مسکونی در ایالات متحده آمریکا است که در شهرستان بنتون، واشینگتن واقع شده‌است. گیبون ۱۹۶ متر بالاتر از سطح دریا واقع شده‌است.